# 黑颈天鹅

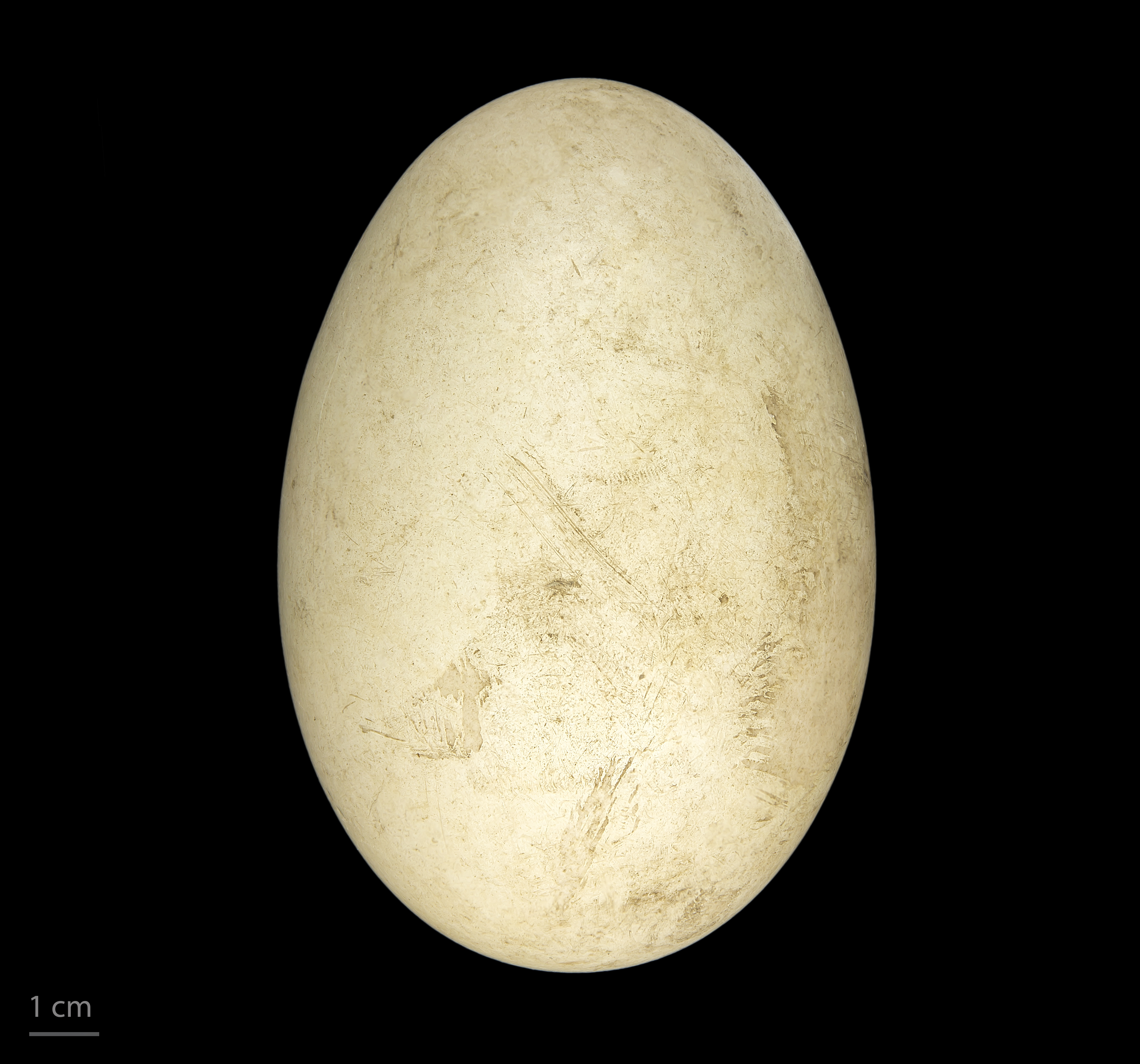
Cygnus melancoryphus

黑颈天鹅（学名：Cygnus melancoryphus）是小型鴨科天鹅屬鳥類，主要分布於南美洲南回歸線以南的地區，是南美洲體型最大的原生雁鴨類。
體長1至1.4公尺，體重3.5-6.7公斤；雄性身型較雌性大。生活於淡水和鹹淡水沼澤。

## 保育狀況
牠們被列為《瀕危野生動植物種國際貿易公約》附錄二的物種，被限制出口及貿易。